# Pont de Tromsø
Le pont de Tromsø ( en norvégien : Tromsøbrua ) est un pont routier en porte-à-faux situé dans la ville de Tromsø, de la municipalité du même nom, dans le comté de Troms, en Norvège. Il traverse le détroit de Tromsøysundet entre Tromsdalen sur le continent et Tromsøya. Le pont de 1 036 mètres de long comporte 58 travées, dont la plus longue mesure 80 mètres avec une hauteur libre maximale avec la mer de 38 mètres.

## Histoire
La construction a commencé en 1958 et le pont a été inauguré en 1960. Au moment de son ouverture, c'était le plus long pont d'Europe du Nord. Au coût de 14,5 millions de couronnes, le pont a remplacé une liaison par ferry. La liaison routière avec le continent a ensuite été renforcée par l'ouverture du tunnel de Tromsøysund en 1994. 
Le pont de Tromsø a été le premier pont cantilever construit en Norvège. Depuis, de nombreux ouvrages de ce type ont été construits. Le pont est l'un des monuments les plus importants de Tromsø et fait partie d'un motif composé de la Cathédrale arctique de Tromsø, de la montagne Tromsdalstinden et du pont de Tromsø. En 2000, la direction du patrimoine culturel a protégé le pont contre les modifications. En 2005, la clôture a été surélevée de deux mètres et demi, et sept ans plus tard, l'autorité routière norvégienne a fait ajouter des clôtures supplémentaires sur de nombreux ponts pour aider à prévenir le suicide.